# Parafia św. Mikołaja w Mirze
Parafia św. Mikołaja w Mirze – rzymskokatolicka parafia znajdująca się w diecezji grodzieńskiej, w dekanacie nowogródzkim, na Białorusi.

## Historia
Kościół istniał w 1550 (jednak mogła to być kaplica zamkowa). W 1587 powstał drewniany kościół fundacji marszałka wielkiego litewskiego Mikołaja Krzysztofa Radziwiłła Sierotki. Konsekrowany był on 18 października 1587 przez biskupa wileńskiego kard. Jerzego Radziwiłła. 31 sierpnia 1605 biskup wileński Benedykt Woyna konsekrował nowy, murowany kościół, który dotrwał do naszych czasów.
W 1863 w wyniku represji popowstaniowych władze carskie zamknęły kościół i dwa lata później przekazały go Cerkwi prawosławnej. W rękach katolików pozostała kaplica cmentarna pw. Trójcy Przenajświętszej z 1805.
Po odzyskaniu przez Polskę niepodległości, katolicy odzyskali kościół. Od 1925 parafia leżała w diecezji pińskiej, dekanacie stołowickim (którego była siedzibą). Od 1918 r. proboszczem parafii, a od 1935 r. dziekanem dekanatu stołowickiego był ks. Antoni Mackiewicz. Podczas okupacji niemieckiej został aresztowany i osadzony w więzieniu w Stołpcach. Stamtąd wywieziony do obozu koncentracyjnego w Kołdyczewie i zagazowany w przekształconym w komorę gazową samochodzie, w uroczysku Lachówka, wraz z co najmniej 6 innymi kapłanami.
Po włączeniu Mira w granicę Związku Sowieckiego, kościół i kaplicę cmentarną zamknięto. Świątynia została zwrócona w latach 90. XX w.